# Telefe Internacional
Telefe Internacional é o sinal internacional do Telefe. Oferece um conteúdo com programas de entretenimento, novelas, seriados, fofocas, magazines e jornalísticos. Além de programas especiais voltados aos argentinos que vivem em outros países. Transmitido 24 horas do programação via satélite e cabo em Espanhol. Seu público-alvo é de aproximadamente 8 milhões de pessoas (2013).
Em seu alcance global é a principal produtora e exportadora de conteúdos do país - quinta distribuidora da América Latina perdendo apenas para as brasileiras TV Globo, RecordTV e SBT e a mexicana Televisa com presença em 81 nações.

## Programação

### Telenovelas
- Graduados
- Dulce Amor
- Somos familia
- Montecristo
- La leona (Argentina - 2016)
- Educando a Nina

### Series
- Historia Clínica
- Historia de un clan
- Entre caníbales
- Aliados (Série Juventude)
- Casi ángeles (Série Juventude)
- Chiquititas (Série Juventude)

### Entretenimiento
- MasterChef (Argentina)
- Elegidos
- Tu cara me suena (Argentina)
- Peligro Sin Codificar
- UPlay
- Susana Giménez

### Magazines
- Antes del Mediodía (AM)
- Morfi, todos a la mesa
- Intimo

### Travel y Turismo
- Descubrir América
- Aislados

### Noticiários
- Baires Directo
- Telefe Noticias a las 13
- Telefe Noticias a las 20
- Diario de Medianoche
- Resumen de Noticias

### Esporte
- El Deportivo
- Resumen semanal de Deportes

### Cultural
- Sabores de Campo